# Une voix en or
Une voix en or est une mini-série franco-québécoise en quatre parties de 45 minutes diffusé du 3 au 24 mars 1998 à la Télévision de Radio-Canada et sur France 2.

## Synopsis
Marion Courbet, jeune Ardéchoise, rencontre Louise Dawson, grande chanteuse internationale en convalescence dans la région. De cette rencontre naît une amitié qui changera leur vie. Marion partira en tournée avec Louise et découvrira le show-business.

## Fiche technique
- Scénarisation : Michelle Allen, Laurence Vager, Emmanuelle Sardou et Chantal Renaud
- Réalisation : Patrick Volson
- Société de production : Max Films Télévision et Le Bureau Cinéma & Télévision

## Distribution
- Cathy Verney : Marion Courbet
- Ginette Reno : Louise Dawson
- Denis Mercier : Mathieu
- Sami Bouajila : Karim
- Céline Bonnier : Suzi Germain
- Maxim Roy : Madone
- Serge Thériault : Steve Verrano
- Fabien Dupuis : Andy
- Jean-Emery Gagnon : Éric
- Hugo St-Cyr : Normand
- Caroline Néron : Amy Darling
- Patrice Godin : Joël Durand
- Serge Avedikian : Henri Courbet
- Michel Ghorayeb : Dr Silverberg
- Raymond Desmarteau : Me Demers
- Christine Citti : Catherine
- Dan Bigras : musicien (pianiste)
- Breen LeBoeuf : musicien (guitariste)

## Bande originale
Les titres chantés par Marion alias Cathy Verney ont été composés par Dan Bigras et sont interprétés par Marianne Molina. Elle inspira également le scénario. Les singles extraits de cet album connaîtront un grand succès au Québec et en Belgique.

## Anecdote de tournage
Ginette Reno a beaucoup apprécié ce tournage. Réalisé dans des paysages magnifiques avec une distribution vraiment agréable, elle se souvient particulièrement de mémorables repas, pris avec le groupe, au Fouquet's, sur les Champs-Élysées. 